# 몬트리올 교향악단

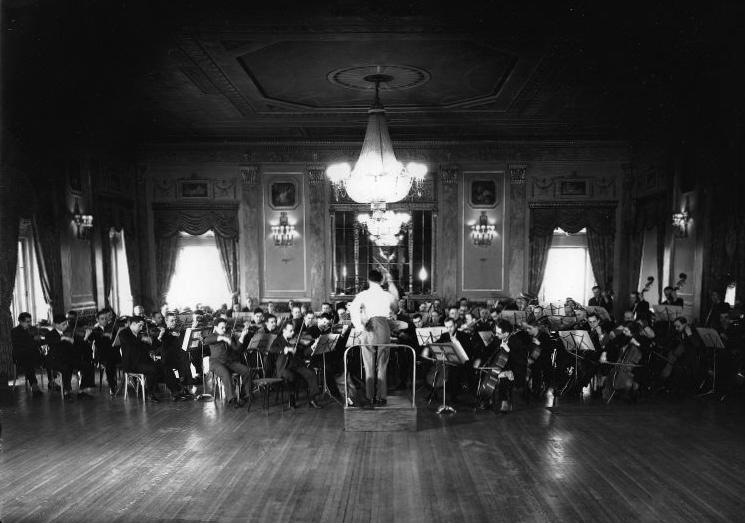

몬트리올 교향악단(프랑스어: Orchestre Symphonique de Montréal, Montreal Symphony Orchestra)은 퀘벡주의 몬트리올을 본거지로 하고 있는 캐나다의 대표적인 관현악단이다. 퀘벡 주에서는 프랑스어가 공용어이기 때문에, 영어 명칭보다는 몽레알 교향악단이라는 프랑스어 공식 명칭을 더 많이 사용하고 있다. 해외에도 프랑스어 명칭으로 많이 알려져 있다.

## 역사
몬트리올에서는 19세기 후반부터 여러 아마추어 혹은 비상설 관현악단이 활동하고 있었으나, 대부분 단명하면서 정규 관현악 연주회를 위한 상설 관현악단의 설립이 절실히 요구되고 있었다. 1934년에 퀘벡 출신 지휘자인 윌프리드 펠티에가 주축이 되어 '르 콩세르 생포니크(Les Concerts Symphoniques)'라는 이름의 상설 악단을 창단했으며, 펠티에는 이듬해 초대 음악 감독으로 취임해 5년간 재임하면서 악단의 활동 기초를 마련하는 데 주력했다.
펠티에의 후임으로는 벨기에 출신의 데지레 드포가 임명되었으며, 드포는 1952년까지 재임하면서 프랑스계 레퍼토리를 중심으로 연주력 향상에 이바지했다. 1950년에는 오토 클렘페러가 예술 고문 자격으로 활동하기도 했으며, 드포와 클렘페러가 사임한 뒤에는 일정 기간 동안 객원 지휘 체제로만 운영되었다. 1954년에는 악단 명칭을 현재의 것으로 고쳤다.
1957년에는 우크라이나 출신 지휘자인 이고르 마르케비치가 임명되어 1961년까지 재임했으며, 후임으로는 인도 출신의 주빈 메타가 역대 최연소 음악 감독으로 발탁되었다. 메타는 겸직하고 있던 로스앤젤레스 필하모닉에 전념하기 위해 1967년에 사임할 때까지 자리를 지켰고, 창단 이래 첫 유럽 순회 공연을 개최하기도 했다. 메타의 후임으로는 독일 출신 지휘자인 프란츠-파울 데커가 임명되었고, 데커는 그 동안 비교적 소홀히 다루어졌던 독일계 레퍼토리의 확충과 연주력 향상에 주력했다.
데커의 후임으로는 에스파냐 지휘자인 라파엘 프뤼벡 데 부르고스가 취임했으나, 운영진들과의 마찰 등으로 인해 이듬해에 조기 퇴진하고 말았다. 후임으로는 이듬해에 스위스 출신 지휘자인 샤를 뒤투아가 임명되었고, 뒤투아는 이후 악단 설립 이래 최장기간인 23년간 재임하면서 적극적인 녹음 활동과 해외 순회 공연으로 악단의 명성을 세계적으로 만드는 데 크게 공헌했다.
그러나 뒤투아가 2002년에 사임한 뒤 악단 내부뿐 아니라 퀘벡 음악계에서도 악단의 장래성 문제를 둘러싸고 갈등이 심화되었고, 1998년에 벌어진 뒤투아와 일부 악단원 사이의 갈등을 공론화시키는 내용의 공개 편지가 퀘벡 음악가 조합 명의로 언론에 발표되는 등 파문이 오랫동안 지속되었다. 악단 경영진은 2003년에 켄트 나가노를 신임 음악 감독으로 내정했다고 발표해 이러한 혼란을 수습하려고 했으나, 2005년에 악단 노조가 뒤투아와 퀘벡 주지사였던 뤼시앙 부샤르 사이에 개인적인 뒷거래가 있었다며 약 5개월 간의 장기 농성에 들어가 사실상 개점 휴업 상태가 되기도 했다.
나가노는 예정대로 2004년에 음악 고문 자격으로 부임해 준비 과정을 거친 뒤 2006년에 신임 음악 감독으로 임명되었고, 현재까지 재임 중이다. 나가노의 부임과 동시에 장-프랑수아 리베스트도 전임 지휘자로 임명되어 활동하고 있다.

## 주요 활동
상주 공연장으로는 초대 음악 감독이었던 펠티에의 이름을 따 1963년에 준공된 살르 윌프리드 펠티에를 사용하고 있으며, 이 공연장은 이후 주변에 계속 건립된 테아트르 메종뇌브와 테아트르 장-뒤세프 등의 공연 시설과 통합되어 '예술 광장(Place des Arts)' 의 한 부분으로 운영되고 있다. 1980년대에는 뒤투아의 요구로 부속 합창단인 몬트리올 교향악단 합창단(Chœur de l’Orchestre symphonique de Montréal, Montreal Symphony Chorus)이 창단되어 활동하고 있다.
녹음은 뒤투아 시대에 베를리오즈와 비제, 드뷔시, 라벨 등 프랑스 음악을 중심으로 대량 제작되었고, 이외에도 쇼스타코비치나 홀스트, 차이콥스키, 스트라빈스키, 프로코피에프 등의 작품들도 음반으로 제작되었다. 뒤투아의 녹음은 대다수가 데카에서 출반되었으나, 뒤투아의 전처였던 피아니스트 마르타 아르헤리치와 녹음한 협주곡은 아르헤리치의 전속사인 EMI를 통해 발매되기도 했다.
그러나 뒤투아 사임 후 위 항목에 서술한 대로 악단 안팎의 심각한 내분으로 인해 이미지를 크게 실추했고, 연주력에도 심각한 손상을 입었다. 나가노는 현재 별다른 녹음 작업을 하지 않고 있으며, 악단의 명성과 연주력 회복에 주력하고 있다.

## 역대 음악 감독
- 윌프리드 펠티에 (1935-1940)
- 데지레 드포 (1941-1952)
- 오토 클렘페러 (1950-1953, 음악 고문)
- 이고르 마르케비치 (1957-1961)
- 주빈 메타 (1961-1967)
- 프란츠-파울 데커 (1967-1975)
- 라파엘 프뤼벡 데 부르고스 (1975-1976)
- 샤를 뒤투아 (1977-2002)
- 켄트 나가노 (2006-)